# Yayoi Kobayashi
Yayoi Kobayashi (小林 弥生, 18 de setembre de 1981) és una exfutbolista japonesa.

## Selecció del Japó
Va debutar amb la selecció del Japó el 1999. Va disputar 54 partits amb la selecció del Japó. Ha disputat Copa del Món de 1999, 2003 i Jocs Olímpics d'estiu de 2004.

## Estadístiques
| Selecció del Japó | Selecció del Japó | Selecció del Japó |
| Anys              | Partits           | Gols              |
| ----------------- | ----------------- | ----------------- |
| 1999              | 8                 | 2                 |
| 2000              | 1                 | 0                 |
| 2001              | 12                | 2                 |
| 2002              | 11                | 1                 |
| 2003              | 14                | 6                 |
| 2004              | 8                 | 1                 |
| Total             | 54                | 12                |